# Koloděje
Le quartier de Koloděje  fait partie de l'arrondissement de Prague 9, en République tchèque. Il y a 40 rues et 400 adresses pour 1225 habitants.

## Histoire
Ce quartier a été rattaché à Prague en 1974.

## Château de Koloděje
Dans ce château, interdit au public, ont lieu d'importantes réceptions gouvernementales. Le château a la particularité de proposer un espace de réunion suffisamment grand pour accueillir 90 invités. Son utilisation tend à être de moins en moins fréquente. De plus, la famille Kumper en demande la restitution pour en faire un musée.
L'intérieur du château est rococo.
Ses caves sont connues pour avoir abrité des prisons politiques pendant l'ère communiste de la Tchécoslovaquie.
Le parc est réputé pour contenir le plus ancien arbre de Prague. Charles IV du Saint-Empire aurait planté ce chêne en 1359.